# Мокеев, Николай Николаевич
Николай Николаевич Мокеев (1 мая 1926, Муром, Владимирская губерния — 12 июня 2001, Муром, Владимирская область) — советский хозяйственный, государственный и политический деятель, Герой Социалистического Труда.

## Биография
Родился в 1926 году в Муроме. Член КПСС.
Участник Великой Отечественной войны, затем — в Советской Армии. С 1957 года — на хозяйственной, общественной и политической работе. С 1957 по 1996 год был инженером опытно-конструкторского бюро, заместителем начальника, начальником цеха, главным инженером, директором Муромского завода радиоизмерительных приборов Минрадиопрома СССР, директором корпорации «Радиокомплекс».
Указом Президиума Верховного Совета СССР от 7 августа 1986 года присвоено звание Героя Социалистического Труда с вручением ордена Ленина и золотой медали «Серп и Молот».
Избирался депутатом Верховного Совета РСФСР 10-го созыва.
Умер в Муроме в 2001 году.